# Albert Corey
Albert Louis Corey, noto anche come Coray (Meursault, 16 aprile 1878 – Parigi, 3 agosto 1926), è stato un maratoneta e mezzofondista francese naturalizzato statunitense, vincitore di due medaglie d'argento ai Giochi olimpici di Saint Louis 1904, una per conto degli Stati Uniti l'altra con la Squadra mista, che era tale poiché egli, in questo caso, fu considerato francese.

## Biografia
Albert Coray era nato in Francia nel 1878 ed all'età di 25 anni era emigrato negli Stati Uniti d'America a cercar fortuna. Da maratoneta era intenzionato a partecipare alla maratona dei Giochi olimpici di Saint Louis 1904, ma molte nazioni europee, tra le quali Francia e Regno Unito, avevano deciso di non mandare delegazioni che avrebbero dovuto affrontare un viaggio troppo lungo (11 giorni di mare e quaranta ore di treno), ma soprattutto troppo costoso.
Coray si tessera quindi negli Stati Uniti per la Chicago Athletic Association con cui partecipa e si classifica 2º nella gara delle 4 miglia a squadre, la cui medaglia il CIO oggi la assegna alla Squadra mista, poiché Coray era l'unico rappresentante straniero in un team di statunitensi.
Qualche giorno dopo partecipa alla sua gara, la maratona, dove conquista il secondo argento, ma in questo caso viene considerato statunitense poiché per gli organizzatori Coray, che viveva oltreoceano da più di un anno, era ormai da ritenersi naturalizzato, considerazione che non era stata fatta qualche giorno prima in occasione della gara delle 4 miglia a squadre.

## Palmarès
| Anno                                  | Manifestazione  | Sede        | Evento             | Risultato | Prestazione | Note |
| ------------------------------------- | --------------- | ----------- | ------------------ | --------- | ----------- | ---- |
| In rappresentanza degli Stati Uniti   |                 |             |                    |           |             |      |
| 1904                                  | Giochi olimpici | Saint Louis | Maratona           | Argento   | 3h34'52"    |      |
| In rappresentanza della Squadra mista |                 |             |                    |           |             |      |
| 1904                                  | Giochi olimpici | Saint Louis | 4 miglia a squadre | Argento   | 28 p.       |      |